# Heitersheim
Heitersheim település Németországban, azon belül Baden-Württembergben. Lakosainak száma 6495 fő (2023. december 31.). Heitersheim Fessenheim községgel határos.

## Népesség
A település népessége az elmúlt években az alábbi módon változott:
| Lakosok száma | 3906 | 6233 | 6257 | 6436 | 6465 | 6495 |
|               | 1975 | 2017 | 2019 | 2021 | 2022 | 2023 |